# Centaurea pulvinata
Centaurea pulvinata — вид квіткових рослин родини айстрових (Asteraceae). Ендемік Іспанії.

## Середовище
Населяє кам'янисті луки.

## Морфологічна характеристика
Це напівкущик 15–20 см заввишки. Стебла дуже гнучкі. Листки чергові, перисторозсічені, сегменти лінійні. Квіткові голови поодинокі, кінцеві. Обгортка яйцеподібна, придатки шипоподібні. Квіточки пурпурові. Період цвітіння: літо.